# Oulton Wade
Pour les articles homonymes, voir Wade.
William Oulton Wade, baron Wade de Chorlton, (24 décembre 1932 - 7 juin 2018) est un homme politique, homme d'affaires et agriculteur britannique.

## Biographie
Wade fait ses études à la Birkenhead School et à l'Université Queen's de Belfast. Il est membre élu du Conseil du comté de Cheshire entre 1973 et 1977, puis co-trésorier du Parti conservateur de 1982 à 1990.
Il est fait chevalier dans les honneurs d'anniversaire de 1982. Wade est nommé à la Chambre des lords en étant créé pair à vie le 16 mai 1990 avec le titre baron Wade de Chorlton, de Chester dans le comté de Cheshire. Il siège comme conservateur à la Chambre jusqu'à sa retraite le 1er novembre 2016.
Le 9 novembre 2007, il reçoit un doctorat honoraire de l'Université de Chester où il est présenté pour être admis au grade de docteur en lettres, honoris causa.
Chez les Lords, il est membre du Comité spécial de la science et de la technologie, puis rédacteur du rapport sur la science et la technologie de la Chambre des lords «Chips for Everything». Il est président du Conseil des exportations de fromages anglais de 1982 à 1984 et président de la Combined Heat and Power Association. Il est Freeman de la City de Londres en 1980.
Wade est décédé le 7 juin 2018, à l'âge de 85 ans.